# Panical blau
El panical blau, espinacal o panical de muntanya (Eryngium bourgatii) és una espècie del grup dels cards dins la família de les apiàcies.

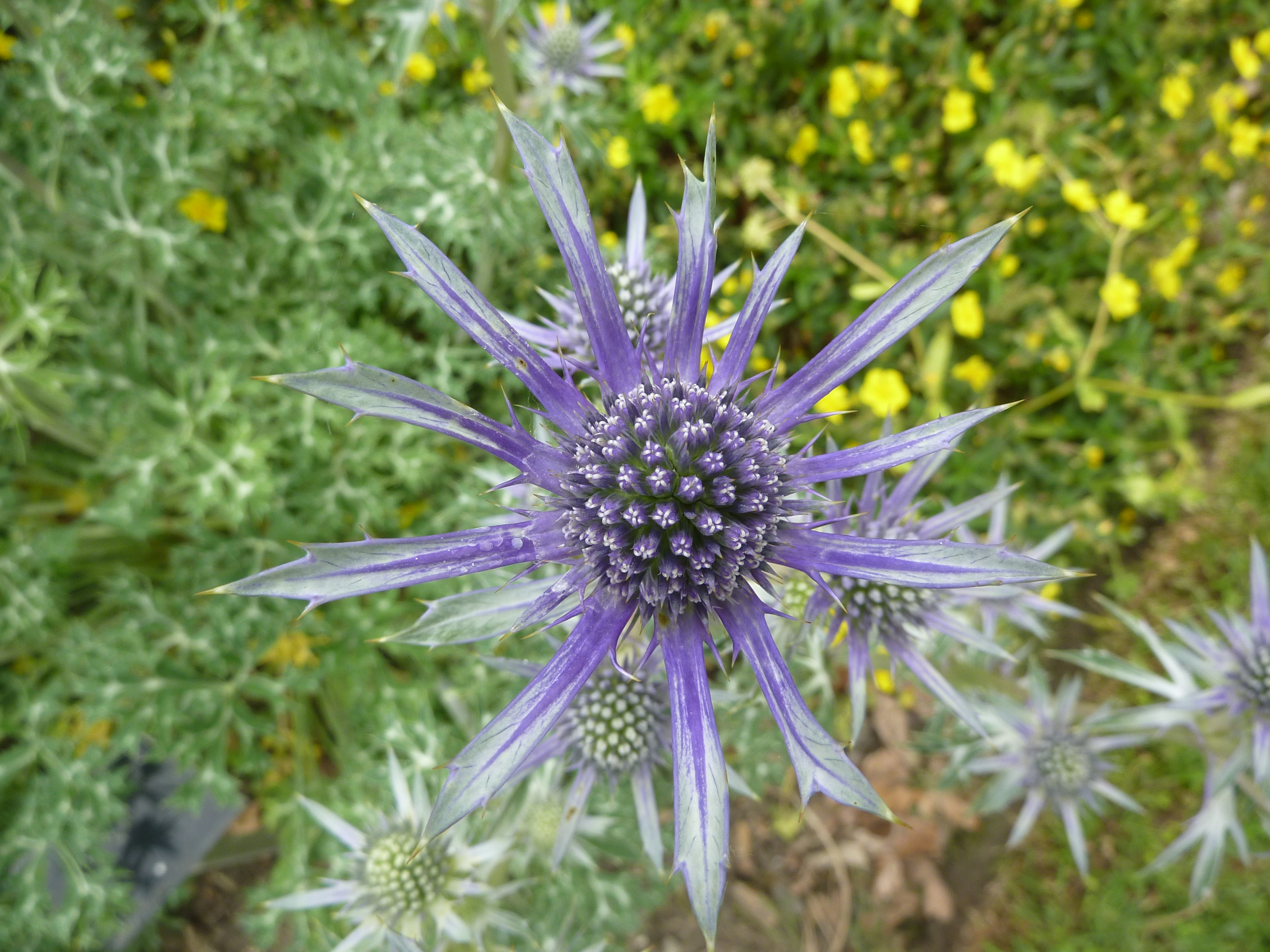
Detall de la inflorescència

Es troba a les muntanyes de la península Ibèrica i del nord d'Àfrica. És un oròfit circummediterrani de la part oest. Als Països Catalans només apareix a Catalunya; concretament, als Pirineus, de la Vall d'Aran i el Pallars Jussà al Conflent i Alta Garrotxa, a una altitud de 900 a 2.600 m.

## Descripció
Planta herbàcia vivaç i glabra, espinosa, generalment de color blau, que fa de 20 a 40 cm d'alt. Té de 10 a 15 bràctees ascendents, de 3 a 7 glomèruls per inflorescència i flors blaves. Floreix de juliol a agost.

## Hàbitat
Pasturatges de sòl eutròfic amb calç o de vegades silicis. Estatges subalpí i alpí, baixa fins a l'estatge montà.

## Taxonomia
Eryngium bourgatii va ser descrita per Antoine Gouan i publicada a Illustrationes et Observationes Botanicae 7, t. 3. 1773.
Citologia
Nombre de cromosomes d'Eryngium bourgatii (fam. Umbelliferae) i tàxons infraespecífics: 2n=16